# Julie Bowen
Julie Bowen Luetkemeyer (Baltimore, 3 maart 1970) is een Amerikaanse actrice. Ze is onder andere bekend als Claire Dunphy uit de Amerikaanse sitcom Modern Family. Voor deze rol is ze zes keer genomineerd voor de Primetime Emmy Award voor beste vrouwelijke bijrol in een komedieserie.
Julie Bowen speelde ook Roxanne Please in de dramaserie ER, Carol Vessey in de komedieserie Ed, Denise Bauer in de dramaserie Boston Legal en Sarah Shepard in de tv serie Lost. 

## Persoonlijk leven
Julie Bowen Luetkemeyer is op 3 maart 1970 geboren in Baltimore, Maryland, als tweede dochter van Suzanne en John Alexander Luetkemeyer jr. Bowen is van Duits, Engels, Frans, Iers en Schotse afkomst.
Bowen groeide op in Ruxton-Riderwood, een buitenwijk in Baltimore County. Ze ging naar verschillende scholen in de Verenigde Staten en Italië, voordat ze naar Brown University ging. Tijdens haar tijd op de universiteit had ze rollen in verschillende toneelstukken. 
Julie Bowen lijdt aan bradycardie, een hartstoornis waardoor haar hart trager klopt dan gewoonlijk. Daarom had ze een tijd lang een pacemaker.
Tussen 2004 en 2018 was Julie Bowen getrouwd met Scott Phillips, een softwareontwikkelaar. Samen hebben ze drie kinderen.

## Carrière
Na haar opleiding kreeg Bowen een rol in de soapserie Loving en speelde in een aflevering van het drama Class of '96 en speelde in 1994 een hoofdrol in de televisiefilm Runaway Daughters.
Verder speelde ze in de films Happy Gilmore, An American Werewolf in Paris en Multiplicity en had ze gastrollen in Party of Five, Strange Luck en een terugkerende rol in ER en speelde zij een engel in het comedy-programma Stella Shorts.
In het najaar van 2005 tot 2007 speelde ze een hoofdrol in de serie Boston Legal. Hierna behoorde ze niet meer tot de vaste cast, maar had in 2008 nog wel enkele gastoptredens.
In 2008 speelde ze een rol in de comedy Weeds, waarin ze een alleenstaande moeder speelde, en in 2009 speelde ze een rol in de film Crazy on the Outside. In 2009 kreeg ze ook een hoofdrol in de sitcom Modern Family. Voor deze rol is ze zes keer genomineerd voor de Primetime Emmy Award voor beste vrouwelijke bijrol in een komedieserie, waarvan ze er twee heeft gewonnen.